# Родовища будівельного каменю на Вінниччині
Родовища будівельного каменю на Вінниччині
За запасами сировини для виробництва щебеню Вінниччина займає одне з провідних місць в Україні. В області розвідані 83 родовища буто-щебеневої сировини з сумарними запасами 440 млн м3. Освоєно 48 родовищ.
Особливої уваги заслуговують граніти та інші близькі до них кристалічні породи (понад 90 % розвіданих запасів). Крім того, в південній частині області щебінь виробляється також з щільних порід вапняків і окварцованних пісковиків. Для цієї ж мети можуть використовуватися гравійно-галечникові породи Придністров'я і шлакові відвали Ладижинської ГРЕС.
Запаси сировини і потужності з виробництва щебеню в області значно перевищують її внутрішні потреби в цій продукції. Найбільш ймовірними напрямками її збуту можуть бути західне (Західна Україна і найближчі європейські держави), і південне (Чернівецька, Одеська області, Молдова та інші держави).